# Interconnectivitat de xarxes
La interconnectivitat de xarxes (Internetworking) és la capacitat d'establir connexions internes i enllaçar dos sistemes o dispositius entre sí. "Inter" significa "entre", i "xarxa” fa referència a un conjunt d'equips informàtics que es connecten usant un mitjà per a la transmissió d'informació. Aquest mot fa referència a la unió i comunicació de diverses xarxes per a conformar un sol element, i gràcies a aquest recurs és possible intercanviar informació, superar la limitació dels nodes i accedir de manera instantània a les bases de dades que es troben compartides sense canviar la identitat pròpia de cada xarxa. Per a aconseguir que dues xarxes estiguin interconnectades es necessiten equips com un hub (concentrador), un switch (commutador) o un encaminador (router), entre d'altres.

## Les primeres xarxes
Les primeres xarxes de dades estaven limitades a intercanviar informació basada en caràcters, però en les actuals es transmet veu, vídeo, imatge i text en diversos dispositius, la qual cosa proporciona accés a una gran varietat de mètodes de comunicació que permeten a les persones interactuar directament amb altres de forma gairebé instantània.
Aquesta idea va començar amb l'objectiu de connectar diferents tipus de tencologia de xarxa, però es va acabar necessitant connectar dues o més xarxes d'àrea local a través d'alguna mena de xarxa d'àrea ampla. Les dues primeres xarxes interconnectades van ser ARPANET (predecessor d'Internet) i NPL a través del grup de Peter Kirstein al University College London. Els elements de xarxa utilitzats per a connectar-les es van anomenar orgininalment “passarel·les”, però el terme ha estat obsolet en aquest context. Avui en dia les passarel·les d'interconnexió s'anomenen routers.

## Dispositius d'interconnexió
L'eficàcia i la mida d'Internet depenen del nombre d'interconnexions. Si l'estructura de la xarxa és Internet Exchange Point (IXP), es tracta d'una xarxa que permet que el tràfic d'una altra xarxa travessi la seva infraestructura per a conduir-la cap a la resta de xarxes. I si es tracta d'un Internet Provider Service (ISP), és l'empresa mateixa la que ens proporciona l'Internet. Els dispositius poden ser actius si necessiten energia elèctrica o passius si no la necessiten. Els següents dispositius són:

### Mòdem
És l'encarregat de convertir el senyal digital del PC en un senyal analògic que pugui ser transportat per les línies telefòniques. La seva utilització és bàsicament per a internet i fax, per a connectar-se amb la xarxa local d'una oficina o amb la central d'una empresa, utilitzant la línia telefònica. És capaç d'operar en les dues direccions, modulant (de digital a analògica) i desmodulant (d'analògica a digital)
Els tipus són analògics, digitals, ADSL (Asymmetric Digital Subscriber Line) o per cable.

### Commutador(switch)
Dispositiu electrònic que opera en el nivell d'enllaç de dades (capa 2) del model OSI. Interconnecta dos o més segments de xarxa, funcionant de manera similar als ponts, passant dades d'un segment a un altre utilitzant l'encaminament de hardware MAC. Els tipus són: Store and Forward, Cut Through, Cut Through Fragment Free i Adaptative Cut Through.
Segons la seva modalitat són de configuració fixa, modular o apilables.

### Multiplexor
Dispositiu que pot rebre diverses entrades i transmetre-les per un mitjà compartit. Divideix el mitjà de transmissió en múltiples canals, perquè diversos nodes puguin comunicar-se al mateix temps. Solen venir integrats en altres dispositius, i s'identifiquen per permetre l'entrada de dues o més xarxes.
Existeixen diversos tipus segons la finalitat; els Time Division Multiplexing (TDM), el Statical Division Multiplexing (SDM), Frecuency Division Multiplexing (FDM) i l'Invers.

### Hub/ Concentrador
Centralitza el cablejat per ampliar la xarxa i rep els paquets i els transfereix a tots els equips. Gairebé no s'utilitza perquè provoca molt tràfic i col·lisions. Els tipus són passius, actius o intel·ligents (smart hub).
S'utilitza com analitzador de protocols.

### Repetidor
Dispositiu electrònic que rep un senyal feble o de baix nivell i la retransmet a una potència o nivell més alt, de tal manera que es puguin cobrir distàncies més llargues amb nul·la degradació de senyal. Permet eliminar el soroll, i en senyals digitals se'l coneix com a "regenerador". S'utilitza per a transmissions amb i sense cablejat, de fibra òptica, etc.
Els tipus són elèctrics i electro-òptics.

### Bridge / Pont
Interconnecta dos segments de xarxa per aconseguir que s'enviïn paquets entre si. Funciona a través de direccions MAC de destí, i quan s'envien dades d'una xarxa a una altra, el pont copia la trama únicament al segment corresponent. També s'utilitza per a unir xarxes de diferents tipologies i protocols. Podríem dir que és l'equivalent a un PC amb diverses targetes de xarxa.
Hi ha molts tipus: locals, remots, ponts 802.1D, simples, multiports, transparents, homogenis i heterogenis.

### Router(encaminador)
Dispositiu que interconnecta segments de xarxa o xarxes senceres. Fa passar paquets de dades entre xarxes prenent com a base la informació de la capa de la xarxa final, és a dir, adapta els paquets i regula el nombre de salts fins al final, la velocitat de transmissió i l'estat de la xarxa. És a dir, calcula la millor ruta de transmissió, la més curta.
És capaç d'interconnectar xarxes WAN i de filtrar paquets (firewall).
Antigament es configuraven per telnet, i avui en dia es fa via web, ja que poden suportar interfícies fixes i mòbils (wifi, gprs, edge wimax…)

### Gatway(passarel·la)
És bàsicament un router amb programes addicionals (transport, sessió, presentació i aplicació del model OSI). Permet interconnectar les xarxes de diversos protocols i arquitectures. Desxifren la trama per aconseguir el missatge original i a partir d'aquí tornar a configurar-la amb el protocol de la xarxa de destí. La majoria de les xarxes és implementat per programari.

## Aplicacions
La interconnectivitat de xarxes permet:
- Interconnectar xarxes heterogènies, sense importar el maquinari o el programari d'aquesta.
- Solucionar el problema de la distància, la grandària de les dades, l'amplada de banda i la potència de transmissió.
- Comptar amb una seguretat més alta, confiabilitat i acompliment.
- Facilitat a l'hora de configurar, aïllar, prevenir o corregir els errors.
- Compartir recursos i accedir instantàniament a dades compartides
- Insensibilitat a la distància geogràfica i a la limitació en el nombre de nodes
- Tenir un avantatge estratègic en el mercat competitiu global